# Subida a Arrate
Pour les articles homonymes, voir Arrate (homonymie).
La Subida a Arrate est une ancienne course cycliste basque espagnole disputée à Arrate, dans la Communauté autonome du Pays basque de 1941 à 1986. Elle a ensuite fusionné avec le Gran Premio de la Bicicleta Eibarresa, devenu la Bicyclette basque.

## Palmarès
| Année     | Vainqueur            | Deuxième             | Troisième            |
| --------- | -------------------- | -------------------- | -------------------- |
| 1941      | Pedro Zugasti        | Martín Mancisidor    | Agustín Uribe        |
| 1942      | Martín Mancisidor    | Martín Abadía        | Félix Vidaurreta     |
| 1943      | Martín Mancisidor    | José Gandara         | Félix Vidaurreta     |
| 1944      | Martín Mancisidor    | José Gandara         | Félix Vidaurreta     |
| 1945      | José Gandara         | José Gutiérrez       | Fermín Trueba        |
| 1946      | Martín Mancisidor    | Sotero Lizarazu      | Miguel Lizarazu      |
| 1947      | Miguel Lizarazu      | Hortensio Vidaurreta | Félix Vidaurreta     |
| 1948      | Miguel Lizarazu      | Hortensio Vidaurreta | Joaquim Filba        |
| 1949      | Jesús Loroño         | José Serra Gil       | Emilio Rodríguez     |
| 1950      | Manuel Rodríguez     | Julio San Emeterio   | Juan Espín           |
| 1951      | Manuel Rodríguez     | Julián Aguirrezabal  | Jesús Loroño         |
| 1952      | Hortensio Vidaurreta | Jesús Loroño         | Manuel Rodríguez     |
| 1953      | Julián Aguirrezabal  | Jesús Loroño         | Cosme Barrutia       |
| 1954      | Óscar Elgezabal      | Antonio Barrutia     | Julio San Emeterio   |
| 1955      | Antonio Barrutia     | Fausto Iza           | Ponciano Arbelaiz    |
| 1956      | Antonio Barrutia     | Antonio Gelabert     | Carmelo Morales      |
| 1957      | José Michelena       | Carmelo Morales      | Manuel Rodríguez     |
| 1958      | Federico Bahamontes  | Benigno Aspuru       | Juan Bibiloni        |
| 1959      | Federico Bahamontes  | Jesús Loroño         | Carmelo Morales      |
| 1960      | Federico Bahamontes  | Valentin Huot        | Jesús Loroño         |
| 1961      | Federico Bahamontes  | Ventura Díaz         | Jesús Loroño         |
| 1962      | Federico Bahamontes  | Julio Jiménez        | Esteban Martín       |
| 1963      | Juan José Sagarduy   | Federico Bahamontes  | Jacques Anquetil     |
| 1964      | Joaquim Galera       | Francisco Gabica     | Eusebio Vélez        |
| 1965      | Julio Jiménez        | Federico Bahamontes  | Angelino Soler       |
| 1966      | Raymond Poulidor     | Eusebio Vélez        | Juan José Sagarduy   |
| 1967      | Eduardo Castelló     | Ventura Díaz         | Jaime Fullana        |
| 1968      | Raymond Poulidor     | Domingo Fernández    | Eusebio Vélez        |
| 1969      | Domingo Fernández    | Eduardo Castelló     | Luis Ocaña           |
| 1970      | Joaquim Galera       | Eduardo Castelló     | Leif Mortensen       |
| 1971      | Luis Ocaña           | Gabriel Mascaró      | Andrés Oliva         |
| 1972      | Jesús Esperanza      | José Luis Abilleira  | Herman Van Springel  |
| 1973      | Luis Ocaña           | Leif Mortensen       | Francisco Galdós     |
| 1974      | Pedro Torres         | Andrés Oliva         | Gonzalo Aja          |
| 1975      | Francisco Galdós     | Luis Ocaña           | Santiago Lazcano     |
| 1977      | Carlos Ocaña         | Ismaël Lejarreta     | José Nazábal         |
| 1978      | Faustino Fernández   | Francisco Albelda    | Albert Zweifel       |
| 1979-1980 | Non disputé          | Non disputé          | Non disputé          |
| 1981      | Johan De Muynck      | Mariano Martinez     | Graham Jones         |
| 1982      | Ángel Arroyo         | Faustino Fernández   | Julián Gorospe       |
| 1983      | Alberto Fernández    | Faustino Fernández   | Antonio Coll         |
| 1984      | Stephen Roche        | Iñaki Gastón         | Mariano Sánchez      |
| 1985      | Iñaki Gastón         | Ángel de las Heras   | Juan Tomás Martínez  |
| 1986      | Iñaki Gastón         | Marino Lejarreta     | Juan Martín Zapatero |